# Glazbena škola Josipa Hatzea
Glazbena škola Josipa Hatzea je srednja umjetnička škola u Splitu.U školi je organizirana nastava predškolskoga i osnovnoga glazbenog obrazovanja, te srednjega – šestogodišnjega (pripremna i srednja škola) i četvero-godišnjega (srednja škola programa obrazovanja različitih profila glazbene umjetnosti). Nosi ime po hrvatskom glazbeniku iz Splita Josipu Hatzeu.

## Lokacije
Matična škola je u Split i nastava se odvija na dvjema lokacijama. Stara škola je u Kralja Tomislava 6, a nova škola je na Trgu Hrvatske bratske zajednice 3. Na dislociranim odjelima izvodi se nastavni plan i program za osnovnu glazbenu školu: na Braču u Postirima, Supetru i Bolu, na Hvaru u Jelsi, Hvaru i Starom Gradu, na Visu u Visu, u Trogiru i Kaštelima.

## Nastavni program
Pruža osnovno glazbeno obrazovanje za glazbenike: klavirist, violinist, violist, violončelist, kontrabasist, gitarist, oboist, flautist, klarinetist, saksofonist, hornist (rogist), trubač, trombonist, tubist, udaraljkaš, fagotist, harmonikaš, harfist, mandolinist.
Pripremno glazbeno obrazovanje za srednjoškolsko obrazovanje je za glazbenike: harfist, kontrabasist, oboist, klarinetist, saksofonist, fagotist, hornist, trubač, trombonist, tubist, udaraljkaš, pjevač, glazbenik - teorijski smjer.
Srednje umjetničko obrazovanje pruža za glazbenike: harfist, klavirist, violinist, violist, violončelist, kontrabasist, gitarist, oboist, flautist, klarinetist, saksofonist, fagotist, hornist, mandolinist, trubač, trombonist, tubist, harmonikaš, udaraljkaš, orguljaš, pjevač, glazbenik - teorijski smjer.

## Poznati učenici
- Mihovil Karuza, violončelist

## Vanjske poveznice
- Službene stranice
- Facebook
- YouTube